# 藏瓜
藏瓜（学名：Indofevillea khasiana）为葫芦科藏瓜属下的一个种。